# 莫里斯·奧丹
莫里斯·奧丹（法語：Maurice Audin，1932年2月14日—1957年6月21日），是阿爾及爾大學的法國數學助教，阿爾及尼亞共產黨黨員，阿爾及利亞戰爭時期反殖民主義的活躍人士。在阿爾及爾戰役中，他是其中一個「失蹤」者。
數學家米謝勒·奧丹（Michèle Audin）是他的女兒。

## 奧丹事件
莫里斯·奧丹是共產學生朗之萬小組成員，也參與伊斯蘭學生組織。阿爾及利亞共產黨於1955年9月13日被查禁。當時有三個孩子的莫里斯·奧丹，和他的一個姊妹及姊妹的丈夫，安排黨總書記拉爾比·布哈利（Larbi Bouhali）於1955年9月秘密出走。
約兩年後，阿爾及爾戰役進行期間，莫里斯·奧丹於1957年6月11日在家中被法國陸軍傘兵部隊拘捕，送往比阿爾（El Biar）盤問。軍方在他家中設下陷阱，翌日在此拘捕了昂利·阿萊格。除軍方外，阿萊格是最後見到奧丹活著的人。傘兵隊員帶他去見慘受折磨的奧丹來威嚇他。奧丹的妻子和三名子女，再沒有收到奧丹的任何消息。
按法國陸軍說法，當他們將奧丹從拘禁地點移送途中，奧丹從吉普車上跳下逃走。但是歷史學家Pierre Vidal-Naquet調查後，在1958年5月第一版的L'affaire Audin中，寫道奧丹不可能逃脫，他在酷刑拷問中，被Charbonnier中尉殺害。Charbonnier是在Massu將軍手下負責情報工作。Aussaresses將軍在《世界報》的訪問中否認這個說法，指Charbonnier當時不在那地方。
1957年7月，有報章開始談論「奧丹事件」。在1957年12月2日，以缺席方式進行奧丹的博士論文答辯，題目為《論一個向量空間中的線性方程》（Sur les équation linéaire dans un espace vectoriel），洛朗·施瓦茨作主席。這場答辯令一些學者對阿爾及利亞狀況感到憤慨。「奧丹委員會」成立，以查清事實真相，及引起公眾輿論反對在阿爾及利亞戰爭中的拷問。
奧丹的妻子若塞特（Josette Audin），在1957年7月4日提訴不知名者殺人罪，因而展開了司法調查。按若塞特的律師團的要求，調查在1959年4月移往雷恩繼續進行。在1962年4月，以證據不足為由宣告不予起訴。此外，1962年3月22日的法令，赦免了「平定阿爾及利亞動亂之時，於維持秩序的行動綱領下所做的事」。律師向翻案法院上訴，1966年被法院駁回，因為受害方所提訴的事，已經被該年6月17日的一條法律赦免。Aussaresses將軍承認下令Charbonnier中尉審問奧丹之後，2001年5月16日若塞特再度提訴非法拘禁及危害人類罪，翌年7月法院駁回。.
2007年6月，若塞特寫信給甫當選法國總統的薩科齊，請求他查清奧丹失蹤事件的謎團，並使法國為事件負責。2009年1月，奧丹的女兒米謝勒·奧丹獲頒法國榮譽軍團勳章，以表揚她的學術工作，但是她公開拒絕接受。她稱拒領的原因，是法國政府一直對她母親的信件不予理會。
2014年1月8日法國電視三台的時事節目獨家播出首次公開的一段錄音，其中Aussaresses將軍向記者Jean-Charles Deniau說他命令殺死奧丹。

## 書目
- General Paul Aussaresses, The Battle of the Casbah: Terrorism and Counter-Terrorism in Algeria, 1955-1957. (New York: Enigma Books, 2010) ISBN 978-1-929631-30-8.